# Högenergiastrofysik
Högenergiastrofysik är den del av astrofysiken som sysslar med högenergetiska processer i kosmos och hur dessa kan studeras teoretiskt och genom observationer. Den berör områden inom astronomin såsom: vita dvärgar, neutronstjärnor, eventuell kvarkstjärna, svarta hål, hur massa förs över i dubbelstjärnesystem, ackretionsskivor, supernovor, aktiva galaxkärnor (AGN), gammablixtar, galaxhopar, kosmisk strålning, accelerationsmekanismer för relativistiska partiklar och neutrinoastronomi. Hit hör givetvis också vad som förknippas med de extrema förhållanden som rådde vid tiden för universums förmodade uppkomst, Big Bang. Dessa fenomen behandlas i allmänhet utförligare inom kosmologi, astropartikelfysik och annan teoretisk fysik som strängteori.

## Observationer
För fördjupning, se även röntgenastronomi, gammaastronomi, neutrinoastronomi och gravitationsastronomi.
Observationella insatser brukar ofta avhandlas som högenergiastronomi. Det man vill observera är partikel- och elektromagnetisk strålning, dvs högenergetiska fotoner – i första hand röntgen- och gammastrålning. För detta krävs avancerad diagnostik, varför utveckling av nya detektorer är ett integrerat teknikområde. Det gäller inte minst gravitationsstrålning, neutriner och kosmos förmodat huvudsakliga beståndsdelar som mörk materia och mörk energi.

### Observationsprojekt
Några rymd- och markbaserade teleskop, som har bidragit i studiet av högenergetiska objekt och fenomen:
- Fermi Gamma-ray Space Telescope
- INTEGRAL-observatoriet
- Chandra X-ray Observatory
- Suzaku (ASTRO-E)
- AUGER
- IceCube
- LIGO

## Svenska insatser
Området täcker således många aktuella fält inom astronomi och fysik och det kan noteras att det svenska Vetenskapsrådet 2005 satsade på att samla resurser vid Stockholms universitet och Kungliga Tekniska högskolan till ett integrerat High Energy Astrophysics and Cosmology Center. Detta forskarsamarbete kring kosmisk partikelfysik vid Albanova fick 2008 Vetenskapsrådets fortsatta förtroende som det nybildade Oskar Klein Centre, en av 20 nya Linnémiljöer med finansiellt stöd om 70 miljoner kronor fördelade på 10 år. Denna exceptionellt framstående forskningsmiljö för högenergiastrofysik styrs av en grupp om tio forskare från Stockholms universitet och KTH med professor Lars Bergström som direktör i spetsen för andra kända namn som Ariel Goobar och Jesper Sollerman. Avsikten är att söka svar på några av de mest grundläggande frågorna om hur universum fungerar.